# Anton Dostler
Anton Dostler (1891. május 10. – 1945. december 1.) gyalogsági tábornok a német hadseregben a második világháború idején.

## A második világháborúban
1944. március 22-én az Egyesült Államok hadseregének 15 katonája szállt partra, 100 kilométernyire északra La Speziától, 250 mérföldnyire a frontvonal mögött. Feladatuk a La Spezia és a Genova közötti vasúti alagút megsemmisítése volt. Két nappal később olasz fasiszták és német Wehrmacht katonák foglyul ejtették a csoportot. La Speziába szállították őket, ahol a német 135-ös számú erődítményezred tisztikarának szomszédságában tartották őket fogva, a tisztek vezetője a német Almers ezredes volt. Almers tisztikara a német 75. számú hadsereg alá tartozott, ennek a vezetője pedig Anton Dostler volt.
Az amerikai katonákat kihallgatták, amikor az egyik amerikai tiszt elárulta a feladatuk célját. Erről tájékoztatták Dostlert, aki március 25-én sürgönyözött Almersnek, és parancsot adott a foglyok kivégzésére. Almers próbálta elodázni a kivégzést, több alkalommal sürgönyökkel és telefonhívásokkal bombázta Dostlert, de ő fenntartotta álláspontját. Az amerikai hadifoglyokat 1944. március 26-án reggel kivégezték.
A szövetségesek a második világháborút követő első hadbírósági ülésén Dostlert háborús bűnökért halálra ítélték. Az amerikai katonák törvényellenes kivégzésével vádolták. A per során Dostler állította, hogy csupán elöljárói parancsát közvetítette Almers ezredesnek. Dostlert golyó általi halálra ítélték, az ítéletet 1945 december elsején Olaszországban hajtották végre.